# SPAR

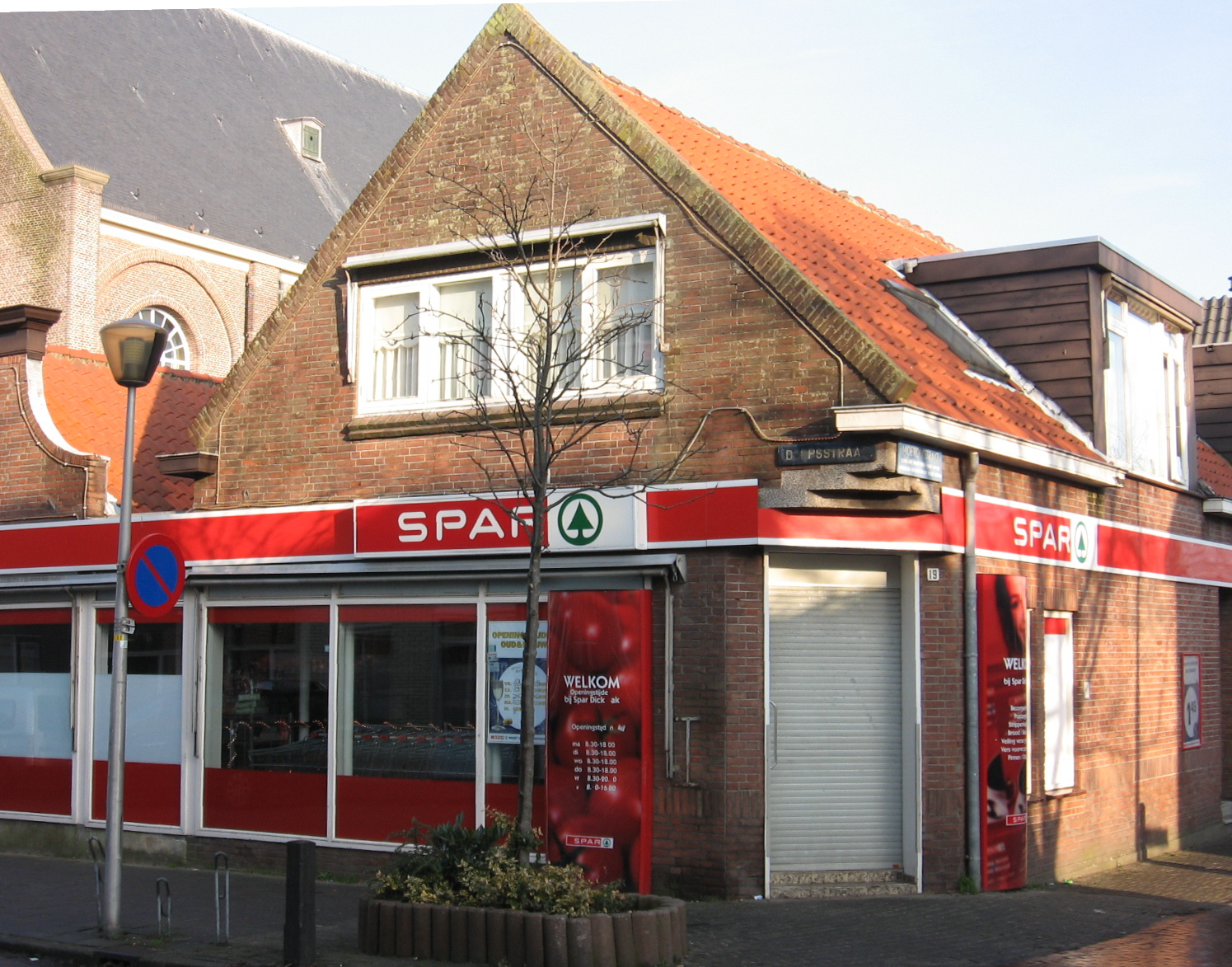
Tienda SPAR en Moerkapelle, Países Bajos.

SPAR es una cadena multinacional de supermercados y tiendas de conveniencia con sede en Ámsterdam, Países Bajos. En 2024, el grupo contaba con 13.900 tiendas en 48 países. Cada tienda opera en régimen de cooperativa, y puede pertenecer directamente a la cadena o bien ser parte de una franquicia.

## Historia
La primera tienda del grupo fue abierta en Zoetermeer en 1932. Su nombre, originalmente De Spar, es un juego de palabras entre el significado neerlandés de la palabra «abeto» y del acrónimo en neerlandés: Door Eendrachtig Samenwerken Profiteren Allen Regelmatig, lit. 'A través de la cooperación, todos nos beneficiamos'. Después de una rápida expansión en Países Bajos, llegó a Bélgica en 1947 y consolidó su presencia internacional a partir de 1953.
En España, el primer establecimiento SPAR se puso en marcha en 1959. En el año 2020 había 1.755 tiendas de SPAR en España. Su ubicación principal en el país son las regiones turísticas como las islas Canarias y Baleares, así como las zonas de costa, pues en muchas ocasiones estas tiendas están orientadas al turismo europeo que llega a la zona.

## Tipos de establecimiento
- SPAR – medianas superficies, entre 200 y 1000 m².
- SPAR Express – tiendas de conveniencia, entre 100 y 300 m².
- EuroSPAR – supermercados, entre 1000 y 3000 m².
- InterSPAR – hipermercados, más de 3000 m².
- Spar Natural - con gama de productos ecológicos.